# 7723 Lugger
7723 Lugger (1952 QW) là một thiên thạch xuyên Sao Hỏa được phát hiện vào ngày 28 tháng 08 năm 1952 bởi Chương trình tiểu hành tinh Indiana tại Đài thiên văn Goethe Link.

## Link ngoài
- JPL Small-Body Database Browser on 7723 Lugger